# Стамболово (Хасковская область, село)
Стамболово (болг. Стамболово) — село в Болгарии. Находится в Хасковской области, входит в общину Стамболово. Население составляет 665 человек.

## Политическая ситуация
Кмет (мэр) общины Стамболово — Гюнер Фариз Сербест (Движение за права и свободы (ДПС)) по результатам выборов в правление общины.